# Pierre-Flavien Turgeon
Pierre-Flavien Turgeon, né le 12 novembre 1787 et décédé le 25 août 1867 à Québec, est un ecclésiastique canadien. Il est archevêque de Québec de 1850 à 1867.

## Biographie
Né à Québec, le 12 novembre 1787, il fut ordonné prêtre le 29 avril 1810. Il était alors secrétaire de Joseph-Octave Plessis. En octobre 1811, il fut agrégé au séminaire de Québec. Il accompagna, en 1819 et 1820, l'archevêque dans son voyage à Rome, en qualité de secrétaire. 
Dans les années suivantes, il remplit les charges de directeur et de procureur du séminaire. Le 14 février 1833, il fut élu coadjuteur de Joseph Signay, et, le 11 juin 1834, il fut sacré évêque de Sidyme (de) in partibus par ce dernier assisté des évêques Lartigue et Graulin. 
Le 8 octobre 1850, il succéda à Joseph Signay comme archevêque de Québec. Le 11 juin 1851, il reçut solennellement le pallium des mains de l'évêque de Tloa. Frappé de paralysie, en février 1855, il remit à son coadjuteur le soin de l'administration de l'archidiocèse. 
Il décéda à l'archevêché le 25 août 1867, à l'âge de 79 ans et 9 mois, et fut inhumé le 28 du même mois dans le sanctuaire de la cathédrale, à côté de l'évangile, près de la tombe de l'évêque Plessis.

## Hommages toponymiques
La rue Turgeon a été nommée en son honneur, en 1844, dans la ville de Québec. 

## Sources
- Répertoire général du clergé canadien, par ordre chronologique depuis la fondation de la colonie jusqu'à nos jours / par Cyprien Tanguay, Montréal : Eusèbe Senécal & fils, imprimeurs-éditeurs, 1893.